# Schnals
Schnals är en kommun i provinsen Sydtyrolen i regionen Trentino-Sydtyrolen i Italien. Kommunen hade 1 228 invånare (2018).